# Electrophaes dissecta
Electrophaes dissecta är en fjärilsart som beskrevs av Kolossow 1936. Electrophaes dissecta ingår i släktet Electrophaes och familjen mätare. Inga underarter finns listade i Catalogue of Life.